# Stor klockmossa
Stor klockmossa (Encalypta streptocarpa) är en bladmossart som beskrevs av Hedwig 1801. Stor klockmossa ingår i släktet klockmossor, och familjen Encalyptaceae. Arten är reproducerande i Sverige. Inga underarter finns listade i Catalogue of Life.

## Bildgalleri

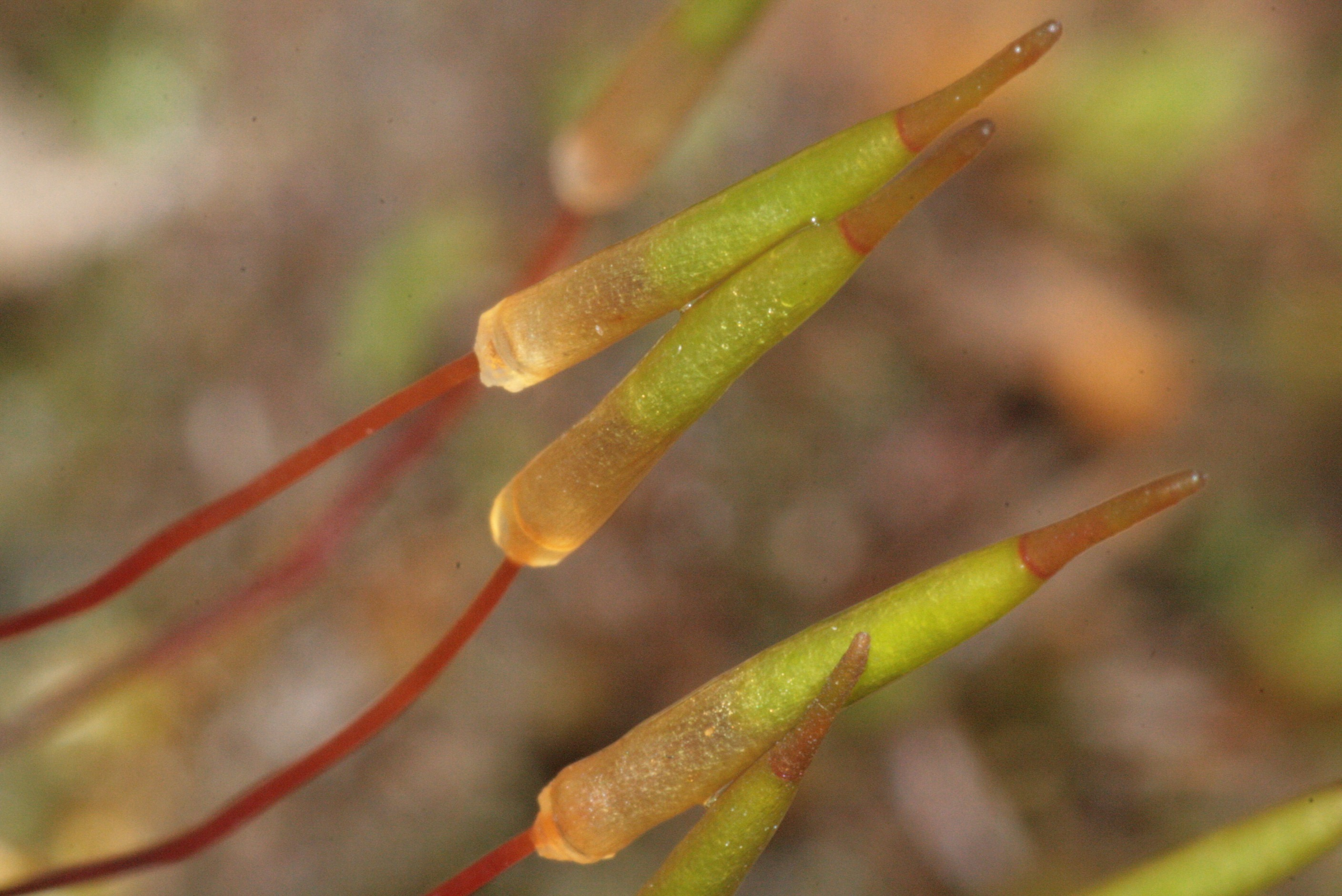
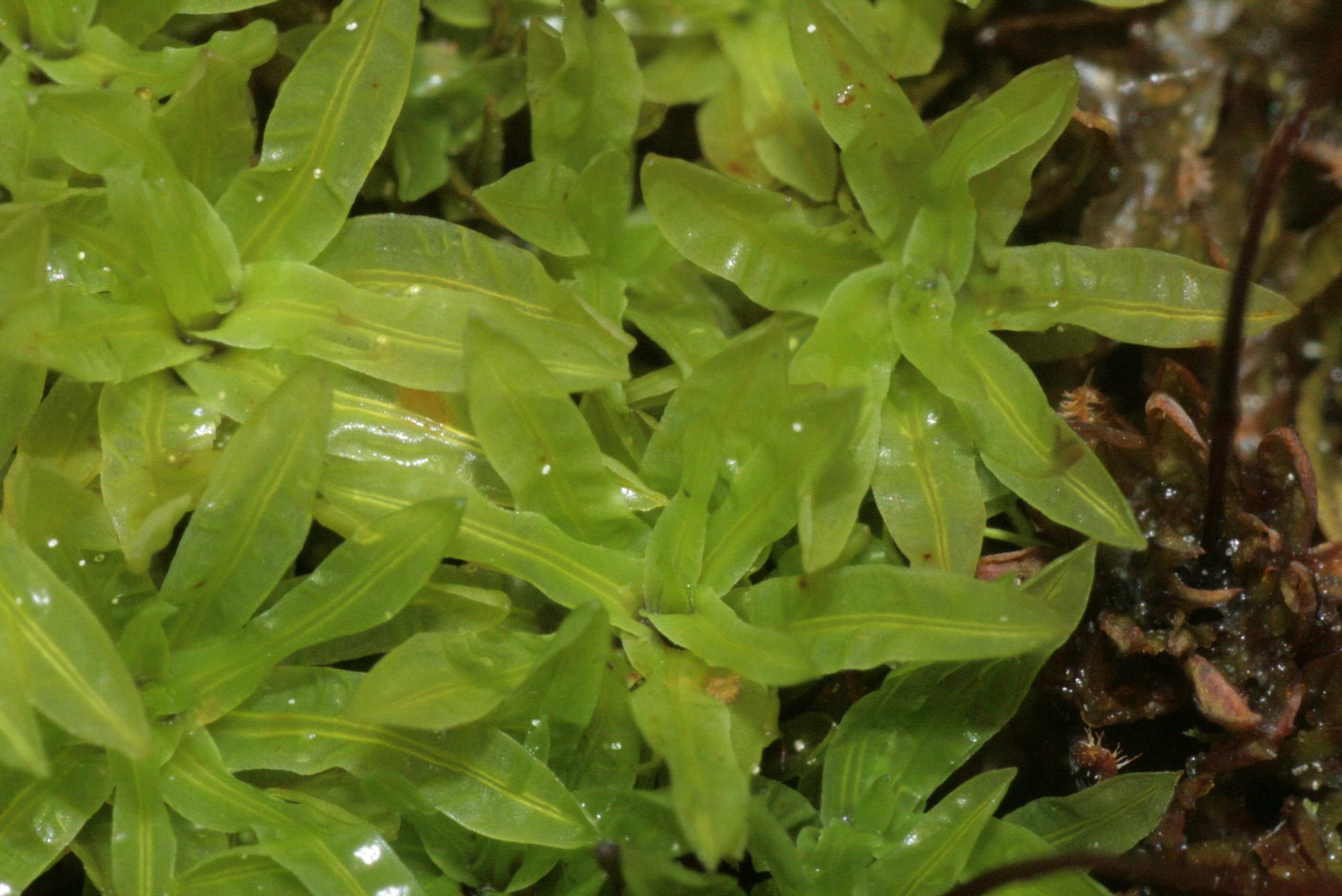